# Regimiento n.º 29 de Infantería

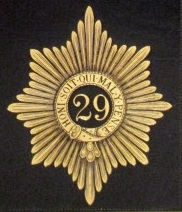
Insignia del Regimiento n.º 29 de Infantería (Worcestershire)

El Regimiento N.º 29 de Infantería es un regimiento del Ejército Británico, que actualmente está englobado dentro del Regimiento de Worcestershire. A lo largo de su historia, ha participado en batallas y eventos importantes, como la llamada «Masacre de Boston», la chispa de la Revolución Estadounidense, que dio lugar a la independencia de los Estados Unidos de América. Junto con la Guardia Coldstream, se trata del único regimiento del Ejército Británico que posee como insignia del regimiento la de la Orden de la Jarretera.

## Historia
El 29° Regimiento de a Pie fue creado en 1694 por el Coronel Thomas Farrington, un oficial de la Guardia Coldstream, durante la Guerra de la Gran Alianza conocida en América como la «Guerra del Rey Guillermo». El regimiento se disolvió en 1698 tras la Paz de Ryswick y reformado en 1702 con motivo de la guerra de sucesión española, también conocida como «Guerra de la Reina Ana». El regimiento sirvió bajo el mando de John Churchill, primer Duque de Marlborough, en la victoriosa Batalla de Ramillies (1706) y en el sitio de Ostende. En 1727 participaron en una acción en Gibraltar. 
En 1745 fueron enviados a la Fortaleza de Luisburgo, en la Isla de Cabo Bretón, Nueva Escocia, Canadá. En 1749, el regimiento se encontraba en Halifax, Nueva Escocia, con la labor de clarear la zona para construir la nueva ciudad. Un altercado con algunos americanos nativos llevó a una situación cuya consecuencia fue que todos los oficiales del regimiento debían ir armados, ganando de esta manera su primer apodo de «Ever sworded», debido a que a los oficiales se les obligaba a llevar sus espadas incluso cuando se encontraban fuera de servicio. Se trata de una tradición que aún hoy en día sigue en vigor ya que el oficial de guardia va armado incluso en el Comedor de oficiales.
En 1751, el regimiento recibiría su nueva denominación como 29.º Regimiento de a pie, en un momento en el que el Ejército Británico cambió los números en lugar de los nombres de los coroneles a la hora de nombrar a un regimiento. En 1759, el Almirante Lord Edward Boscawen entregó a su hermano el Coronel George Boscawen un grupo de diez jóvenes negros, adquiridos en la captura a los franceses de la isla de Guadalupe ese mismo año. A estos jóvenes se les liberó de su esclavitud y se unieron al regimiento como tamborileros, una tradición que el regimiento mantuvo hasta 1843. Estos hombres recibían la paga de un Cabo y, si lograban sobrevivir hasta el retiro, recibían una pensión del ejército.

## La Masacre de Boston
En 1768, el 29° junto con el 14° Regimiento de a Pie, fueron enviados a Boston, Massachusetts, donde la tarde del 5 de marzo de 1770, hombres de la 29.ª Compañía de Granaderos bajo el mando del Capitán Thomas Preston, participaron en la llamada «Masacre de Boston» en la cual cinco colonos murieron durante un disturbio enfrente de la casa de aduanas de esa ciudad. Debido a este incidente, al regimiento se le comenzó a conocer con el apodo de «Vein openers» por derramar las primeras gotas de sangre en la Revolución Estadounidense. Dos de los hombres involucrados en este incidente, Hugh Montgomery y Matthew killroy, fueron declarados culpables de homicidio y marcados en el dedo. Al resto de hombres involucrados y al Capitán Tomás Preston se les declaró no culpables. El 29.º salió de Boston en 1771 hacia Florida, en ese momento controlada por los Británicos, para volver a Inglaterra en 1773.

## Revolución estadounidense
A comienzos de la primavera de 1776, durante el segundo año de la guerra revolucionaria estadounidense, el regimiento, al mando del teniente coronel Patrick Gordon, fue enviado, junto con otros regimientos británicos, a aliviar el asedio a la ciudad de Quebec por un ejército estadounidense. El 25 de julio, Patrick Gordon era herido mortalmente por un disparo efectuado por Benjamin Whitcomb, de los Rangers de Whitcomb. Debido a ello, el teniente coronel Thomas Carleton del 20.º Regimiento de a pie, fue el encargado de comandar al 29.º. Tras hacer retroceder al ejército estadounidense a través del río San Lorenzo en la Batalla de Trois-Riviéres, hombres de las compañías del batallón sirvieron a bordo de los barcos del General Guy Carleton, Barón de Dorchester, durante la Batalla de la Isla Valcour en el Lago Champlain (11 de octubre de 1776). En 1777, las compañías de infantería ligera y la de granaderos, se encontraban con el Teniente General John Burgoyne cuando se dirigió desde Montreal hacia Saratoga. El 7 de julio de 1777, tanto la compañía de la infantería ligera como la de granaderos, participaron en la Batalla de Hubbardton bajo el mando del General de Brigada Simon Frasier, como parte de su avanzadilla. Ambas compañías se rindieron junto con el resto del ejército de Burgoyne, tras la derrota de la Batalla de Freeman's Farm y de la Batalla de Bernis Heights (septiembre y octubre de 1777). Las otro ocho compañías del batallón se dirigieron a Canadá y participaron, durante el resto de la guerra, en asaltos y pequeñas batallas a lo largo de la frontera entre Vermont y Nueva York. Estuvieron liderados por el Mayor Christopher Carleton y el Teniente John Enys. En 1781, el 29° fue vinculado al condado de Worcestershire (Inglaterra), obteniendo de esa forma una zona de reclutamiento y un cuartel general. El 29.º regresaría a Inglaterra en 1787.

## Las guerras napoleónicas y la Guerra de 1812
El 1 de junio de 1794, los soldados de infantería que formaban el 29.º sirvieron como marinos a bordo del buque de la Royal Navy HMS Brunswick, al mando del Almirante Richard Howe durante la batalla conocida como «Glorioso Primero de Junio» contra la flota francesa en el Atlántico norte. En 1799, durante las Guerras Napoleónicas, el 29.º Regimiento de a pie se encontraba en Holanda con el Duque de York. Más tarde, entre 1808 y 1811, formó parte del ejército del Duque de Wellington estacionado en España y Portugal, tomando parte en las batallas de Roliza, Vimeiro y Grijó (Portugal) y las de Talavera de la Reina y La Albuera (España). Estas batallas tuvieron como resultado la victoria en todas ellas de los Británicos con sus aliados portugueses o españoles. Tras sufrir muchas bajas en la Batalla de La Albuera, el regimiento fue enviado a Inglaterra para reclutar más hombres. De un total de treinta y un oficiales y cuatrocientos setenta y seis efectivos pertenecientes a otros rangos, diecisiete oficiales y trescientos sesenta y tres de otros rangos murieron, fueron heridos o fueron dados por desaparecidos en La Albuera. En 1814, durante la «Guerra de 1812», el regimiento volvería a Nueva Escocia, Canadá. Ya no participaría, sin embargo, en ninguna gran acción durante su estancia en Norteamérica. Rápidamente se les destinaría de nuevo a Europa, para enfrentarse a Napoleón en la campaña de los «Cien Días». Sin embargo, llegarían poco tiempo después de la Batalla de Waterloo.

## La India
En 1842, el 29.º fue enviado a la isla de Mauricio en el Océano Índico. De 1845 a 1846, el regimiento peleó en la primera guerra anglo-sij en el área de la India conocida como Punjab. En la batalla con la que finalizó la guerra, la de Sobraon, el 29.º Regimiento de a pie y dos batallones de sepoys indios atacaron dos veces sin éxito a los Sij, para, finalmente, lograrlo en el tercer asalto. Diez días después, el ejército inglés ocupaba Lahore, terminando así la guerra.
Es antigua la amistad que une al 29.º Regimiento de a pie con el 10.º Regimiento de a pie; cada uno se refiere al otro con el apelativo de «Nuestros primos». Se cree que la amistad entre ambos regimientos surgió en las guerras napoleónicas, si no antes, durante las cuales los dos regimientos lucharon codo con codo. Esta amistad se consolidó durante las Guerras Sij; ambos regimientos se encontraron en las trincheras en la sangrienta Batalla de Sobraon el 10 de febrero de 1846. Ese día, el 29.º sufrió grandes pérdidas: de un total de quinientos cincuenta y dos hombres, ciento ochenta y seis murieron o fueron heridos. Entre 1848 y 1849, el regimiento participó en la degunda guerra anglo-sij. El regimiento se encontraba aún en la India y Burma (Birmania) durante el llamado «Motín Indio». Un gran destacamento del regimiento ayudó a mantener abierta la Grand Trunk Road.

## Nuevos títulos
La insignia de regimiento del 29.º y más tarde del Regimiento Worcestershire, muestra la influencia de la Guardia Coldstream en el regimiento. La Guardia Coldstream y el 29.º Regimiento de a pie, son los dos únicos regimientos que poseen la estrella alargada y la liga de la Orden de la Jarretera como insignia del regimiento con su lema «Honi Soit Qui Mal Y Pense» («Que se avergüence el que mal haya pensado»), obteniendo su tercer apodo: «Guards of the line».
El 1 de julio de 1881, el 29.º se fusionó con el 36.º Regimiento de a pie, para formar el primer y segundo batallón del Regimiento Worcestershire. Éste, a su vez, se fusionó con los guardas forestales de Sherwood (Regimiento de Nottinghamshire y Derbyshire) en 1970, formando el primer batallón del Regimiento Worcestershire y los Guardas Forestales de Sherwood. Actualmente, existe la intención de fusionar este regimiento con otros dos para dar lugar al Regimiento de Mercia.